# Solar Valley
Koordinaten: 51° 38′ 30″ N, 12° 13′ 20″ O

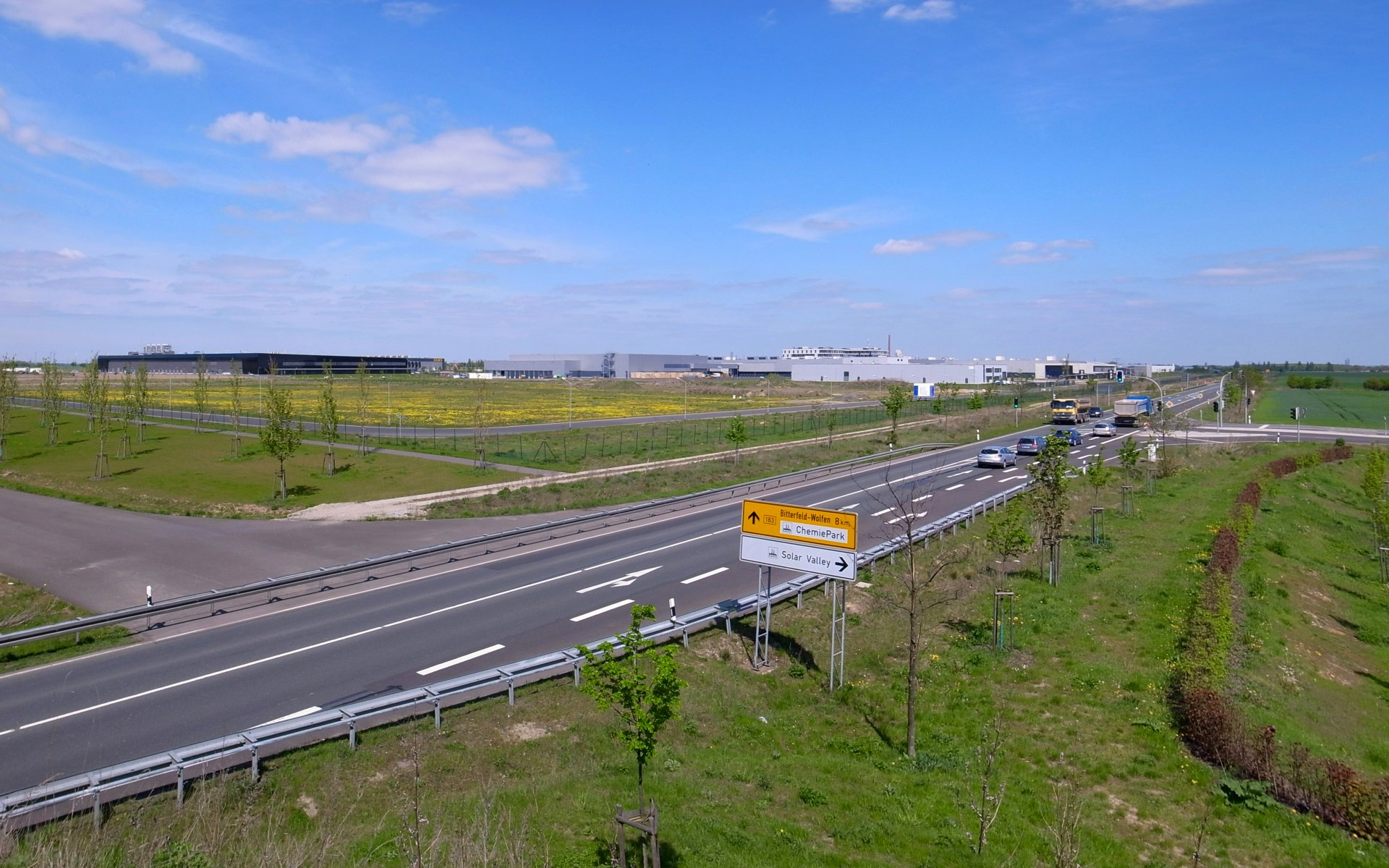
Solar Valley

Als Solar Valley wird ein Industriegebiet im Ortsteil Thalheim der Stadt Bitterfeld-Wolfen im Landkreis Anhalt-Bitterfeld bezeichnet. Es befindet sich in der Nähe der A 9 und des Flughafens Leipzig/Halle.
Es ist nicht zu verwechseln mit dem gleichnamigen chinesischem Solar Valley (中国太阳谷) in Dezhou, Shandong.

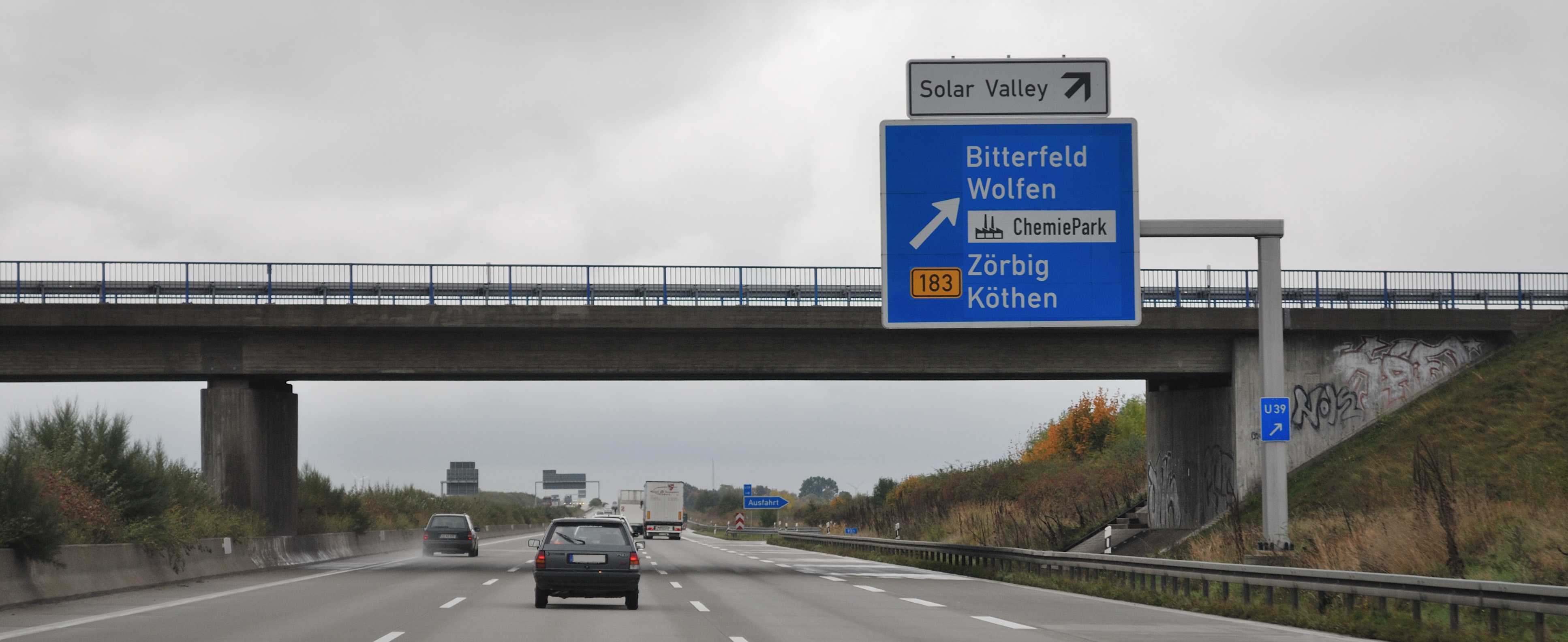
Abfahrt der A 9 zum Solar Valley

An der als Sonnenallee bezeichneten Hauptstraße liegen oder lagen die Produktions- und Lagereinrichtungen verschiedener Unternehmen der Photovoltaik-Branche: Hanwha Q-Cells (vormals Q-Cells), Calyxo, Sontor, Solibro, Sovello (früher EverQ), CSG Solar und Meyer Burger Technology. Q-Cells hielt an allen Unternehmen Beteiligungen in verschiedener Höhe. Die Firmen CSG Solar, Sovello und Sontor haben den Geschäftsbetrieb eingestellt. Sontor firmierte nach einer Fusion kurzzeitig (2009) als Sunfilm, ging dann aber insolvent; unter Leitung der Wilms Gruppe wurde der Betrieb wieder als Sontor aufgenommen und zwischenzeitlich auch wieder eingestellt. Solibro gehört seit 2012 zur chinesischen Hanergy-Gruppe. Für CSG Solar und Sovello konnte kein Investor gewonnen werden, die ehemaligen Betriebsstätten von Sovello werden von Meyer Burger Technology seit 2021 zur Zellproduktion (400 MW) genutzt.
Q-Cells produziert und vertreibt Solarzellen und -module auf Basis kristalliner Siliziumwafer; Sovello war auf Solarzellen aus Wafern hergestellt im String-Ribbon-Verfahren spezialisiert. Calyxo, Sontor, Solibro und CSG Solar sind oder waren Anbieter verschiedener Dünnschichttechnologien; genauer CdTe, Tandemzellen aus mikrokristallinen und amorphen Dünnschicht-Silizium, CIGS und die in Australien entwickelte "Crystalline Silicon on Glass"-Technologie mit einem speziellen Verschaltungsschema. Das Verfahren war Namensgeber von CSG Solar.
Im Solar Valley waren zeitweise über 3000 Mitarbeiter beschäftigt. Wegen der zunehmenden Konkurrenz aus Asien meldeten Q-Cells mit der Tochterfirma Solibro und Sovello 2012 Insolvenz an. Solibro ist inzwischen an den chinesischen Energiekonzern Hanergy übertragen. Q-Cells wurde an den südkoreanischen Konzern Hanwha verkauft. 1300 der ehemals 1500 Arbeitsplätze sollten dabei erhalten bleiben. Für Sovello wurde kein Investor gefunden und die Bildung einer Transfergesellschaft für die Mitarbeiter scheiterte.